# 구갈초등학교
구갈초등학교는 대한민국 경기도 용인시 기흥구에 있는 공립 초등학교이다.

## 학교 연혁
- 1992. 01. 12. 학교 설립
- 1993. 09. 01. 초대 황준용 교장 취임, 개교(17학급)
- 1996. 03. 01. 구갈초등학교로 교명 개칭
- 1996. 03. 01. 인성교육 자율시범학교 지정(교육부)
- 2003. 09. 16. 도서실 개관
- 2007. 12. 01. 급식실 준공(조리실 1개소, 식당 2개소)
- 2008. 방송실, 어학실2, 과학실, 도서실 리모델링
- 2009. 03. 01. 교원능력개발평가 선도학교 운영
- 2009. 12. 30. 보건교육, 초등교과 특성화 교육 관련 교육감 표창
- 2011. 11. 28. 다목적강당 "새솔관" 개관
- 2012. 02. 14. 제18회 졸업식
- 2012. 03. 02. 24학급 편성
- 2012. 09. 01. 제7대 김종근 교장 취임
- 2013. 02. 15. 제19회 졸업식
- 2013. 03. 08. 구갈초등학교 병설유치원 개원
- 2014. 02. 14. 제20회 졸업식
- 2014. 03. 03. 20학급 편성
- 2014. 09. 01. 제8대 양금숙 교장 취임
- 2015. 03. 01. 20학급 편성